# Kanada az 1952. évi téli olimpiai játékokon
Kanada a norvégiai Oslóban megrendezett 1952. évi téli olimpiai játékok egyik részt vevő nemzete volt. Az országot az olimpián 6 sportágban 39 sportoló képviselte, akik összesen 2 érmet szereztek.

## Érmesek
| Érem  | Versenyző | Sportág        | Versenyszám |
| ----- | --- | -------------- | ----------- |
| Arany | Nemzeti válogatott Eric Paterson Ralph Hansch John Davies Don Gauf Robert Meyers Thomas Pollock Al Purvis Billy Gibson David Miller George Abel Billy Dawe Robert Dickson Gordon Robertson Louis Secco Francis Sullivan Robert Watt | Jégkorong      | Férfi       |
| Bronz | Gordon Audley | Gyorskorcsolya | Férfi 500 m |

## Alpesisí
Férfi
| Versenyző         | Versenyszám      | 1. futam | 1. futam | 2. futam | 2. futam | Összesítés | Összesítés |
| Versenyző         | Versenyszám      | Idő      | Hely.    | Idő      | Hely.    | Idő        | Helyezés   |
| ----------------- | ---------------- | -------- | -------- | -------- | -------- | ---------- | ---------- |
| André Bertrand    | Lesiklás         |          |          |          |          | 2:56,0     | 41.        |
| André Bertrand    | Műlesiklás       | 1:07,0   | 32.*     | 1:06,2   | 22.      | 2:13,2     | 25.        |
| André Bertrand    | Óriás-műlesiklás |          |          |          |          | 2:49,3     | 36.        |
| Jack Griffin      | Lesiklás         |          |          |          |          | 2:52,2     | 32.*       |
| Jack Griffin      | Műlesiklás       | 1:07,2   | 34.      | kiesett  | kiesett  | kiesett    | kiesett    |
| Jack Griffin      | Óriás-műlesiklás |          |          |          |          | 2:49,9     | 37.        |
| George Merry      | Műlesiklás       | 1:09,4   | 41.      | kiesett  | kiesett  | kiesett    | kiesett    |
| Gordon Morrison   | Lesiklás         |          |          |          |          | 2:51,1     | 31.        |
| Gordon Morrison   | Óriás-műlesiklás |          |          |          |          | 2:54,2     | 46.        |
| Robert Richardson | Lesiklás         |          |          |          |          | 2:43,2     | 18.*       |
| Robert Richardson | Műlesiklás       | 1:06,8   | 31.      | 1:07,0   | 25.      | 2:13,8     | 26.        |
| Robert Richardson | Óriás-műlesiklás |          |          |          |          | 2:48,2     | 34.        |

Női
| Versenyző           | Versenyszám      | 1. futam | 1. futam | 2. futam | 2. futam | Összesítés | Összesítés |
| Versenyző           | Versenyszám      | Idő      | Hely.    | Idő      | Hely.    | Idő        | Helyezés   |
| ------------------- | ---------------- | -------- | -------- | -------- | -------- | ---------- | ---------- |
| Joanne Hewson       | Lesiklás         |          |          |          |          | 1:51,3     | 8.         |
| Joanne Hewson       | Műlesiklás       | 1:09,2   | 12.      | 1:10,7   | 22.      | 2:19,9     | 13.        |
| Joanne Hewson       | Óriás-műlesiklás |          |          |          |          | 2:23,9     | 30.        |
| Rosemarie Schutz    | Lesiklás         |          |          |          |          | 1:54,6     | 14.        |
| Rosemarie Schutz    | Műlesiklás       | 1:56,7   | 37.      | 1:12,2   | 25.      | 3:08,9     | 37.        |
| Rosemarie Schutz    | Óriás-műlesiklás |          |          |          |          | 2:19,7     | 23.        |
| Lucille Wheeler     | Lesiklás         |          |          |          |          | 1:59,5     | 27.        |
| Lucille Wheeler     | Műlesiklás       | 1:12,2   | 21.      | 1:16,2   | 34.      | 2:28,4     | 26.        |
| Lucille Wheeler     | Óriás-műlesiklás |          |          |          |          | 2:22,2     | 27.        |
| Rhoda Wurtele-Eaves | Lesiklás         |          |          |          |          | 1:56,4     | 20.        |
| Rhoda Wurtele-Eaves | Műlesiklás       | 1:12,0   | 20.      | 1:09,9   | 17.      | 2:21,9     | 19.        |
| Rhoda Wurtele-Eaves | Óriás-műlesiklás |          |          |          |          | 2:14,0     | 9.         |

* - egy másik versenyzővel azonos eredményt ért el

## Gyorskorcsolya
| Versenyző     | Versenyszám | Eredmény | Helyezés |
| ------------- | ----------- | -------- | -------- |
| Gordon Audley | 500 m       | 44,0     | *        |
| Craig Mackay  | 500 m       | 44,9     | 15.*     |
| Craig Mackay  | 1500 m      | 2:25,0   | 16.      |
| Craig Mackay  | 5000 m      | 8:52,5   | 23.      |
| Craig Mackay  | 10 000 m    | 18:27,4  | 24.      |
| Ralf Olin     | 500 m       | 46,5     | 30.      |
| Ralf Olin     | 1500 m      | 2:29,3   | 29.      |
| Ralf Olin     | 5000 m      | 8:54,2   | 25.      |
| Ralf Olin     | 10 000 m    | 18:22,8  | 21.      |
| Frank Stack   | 500 m       | 44,8     | 12.*     |

* - egy másik versenyzővel azonos eredményt ért el

## Jégkorong
| Kanadai férfi jégkorongcsapat-játékoskeret                                          | Kanadai férfi jégkorongcsapat-játékoskeret                                     | Kanadai férfi jégkorongcsapat-játékoskeret                                    |
| ----------------------------------------------------------------------------------- | ------------------------------------------------------------------------------ | ----------------------------------------------------------------------------- |
| - George Abel - John Davies - Billy Dawe - Robert Dickson - Don Gauf - Billy Gibson | - Ralph Hansch - Robert Meyers - David Miller - Eric Paterson - Thomas Pollock | - Al Purvis - Gordon Robertson - Louis Secco - Francis Sullivan - Robert Watt |

### Eredmények
| 1952. február 15. | Kanada | 15 – 1 (6–1, 7–0, 2–0) | Németország | Oslo |

|  |  |  |  |  |
|  |  |  |  |  |
|  |  |  |  |  |
|  |  |  |  |  |

| 1952. február 15. | Kanada | 15 – 1 (6–1, 7–0, 2–0) | Németország | Oslo |

|  |  |  |  |  |
|  |  |  |  |  |
|  |  |  |  |  |
|  |  |  |  |  |

| 1952. február 17. | Kanada | 13 – 1 (6–2, 5–0, 2–1) | Finnország | Oslo |

|  |  |  |  |  |
|  |  |  |  |  |
|  |  |  |  |  |
|  |  |  |  |  |

| 1952. február 18. | Kanada | 11 – 0 (6–0, 3–0, 2–0) | Lengyelország | Oslo |

|  |  |  |  |  |
|  |  |  |  |  |
|  |  |  |  |  |
|  |  |  |  |  |

| 1952. február 19. | Kanada | 4 – 1 (1–1, 1–0, 2–0) | Csehszlovákia | Oslo |

|  |  |  |  |  |
|  |  |  |  |  |
|  |  |  |  |  |
|  |  |  |  |  |

| 1952. február 21. | Kanada | 11 – 2 (4–0, 5–0, 2–2) | Svájc | Oslo |

|  |  |  |  |  |
|  |  |  |  |  |
|  |  |  |  |  |
|  |  |  |  |  |

| 1952. február 23. | Norvégia | 2 – 11 (2–5, 0–3, 0–3) | Kanada | Oslo |

|  |  |  |  |  |
|  |  |  |  |  |
|  |  |  |  |  |
|  |  |  |  |  |

| 1952. február 24. | Kanada | 3 – 3 (2–0, 1–2, 0–1) | Egyesült Államok | Oslo |

|  |  |  |  |  |
|  |  |  |  |  |
|  |  |  |  |  |
|  |  |  |  |  |

Végeredmény
| Csapat                 | M | Gy | D | V | G+ | G– | Gk  | P   |
| ---------------------- | - | -- | - | - | -- | -- | --- | --- |
| Kanada (CAN)           | 8 | 7  | 1 | 0 | 71 | 14 | +57 | 15  |
| Egyesült Államok (USA) | 8 | 6  | 1 | 1 | 43 | 21 | +22 | 13  |
| Svédország (SWE)       | 8 | 6  | 0 | 2 | 48 | 19 | +29 | 12* |
| Csehszlovákia (TCH)    | 8 | 6  | 0 | 2 | 47 | 18 | +29 | 12* |
| Svájc (SUI)            | 8 | 4  | 0 | 4 | 40 | 40 | 0   | 8   |
| Lengyelország (POL)    | 8 | 2  | 1 | 5 | 21 | 56 | –35 | 5   |
| Finnország (FIN)       | 8 | 2  | 0 | 6 | 21 | 60 | –39 | 4   |
| Németország (GER)      | 8 | 1  | 1 | 6 | 21 | 53 | –32 | 3   |
| Norvégia (NOR)         | 8 | 0  | 0 | 8 | 15 | 46 | –31 | 0   |

* - Svédország és Csehszlovákia nyolc mérkőzés után egyenlő pontszámmal és gólkülönbséggel állt a harmadik helyen, ezért helyosztó mérkőzésre került sor, amelyet Svédország nyert meg 5–3-ra.
| Csapat | Helyezés |
| ------ | -------- |
| Kanada |          |

## Műkorcsolya
| Versenyző                   | Versenyszám  | Kötelező elemek   | Kötelező elemek | Kűr               | Kűr   | Összesítés                     | Összesítés                     | Összesítés                     | Összesítés                     | Összesítés                     | Összesítés                     | Összesítés                     | Összesítés                     | Összesítés                     | Összesítés        | Összesítés  | Összesítés | Összesítés |
| Versenyző                   | Versenyszám  | Kötelező elemek   | Kötelező elemek | Kűr               | Kűr   | Helyezési pontszámok bírónként | Helyezési pontszámok bírónként | Helyezési pontszámok bírónként | Helyezési pontszámok bírónként | Helyezési pontszámok bírónként | Helyezési pontszámok bírónként | Helyezési pontszámok bírónként | Helyezési pontszámok bírónként | Helyezési pontszámok bírónként | Több. hely. száma | Hely. össz. | Pont       | Helyezés   |
| Versenyző                   | Versenyszám  | Több. hely. száma | Hely.           | Több. hely. száma | Hely. | 1                              | 2                              | 3                              | 4                              | 5                              | 6                              | 7                              | 8                              | 9                              | Több. hely. száma | Hely. össz. | Pont       | Helyezés   |
| --------------------------- | ------------ | ----------------- | --------------- | ----------------- | ----- | ------------------------------ | ------------------------------ | ------------------------------ | ------------------------------ | ------------------------------ | ------------------------------ | ------------------------------ | ------------------------------ | ------------------------------ | ----------------- | ----------- | ---------- | ---------- |
| Peter Firstbrook            | Férfi egyéni | 8×5+              | 4.              | 6×5+              | 4.    | 5,0                            | 4,0                            | 6,0                            | 6,0                            | 4,0                            | 4,0                            | 5,0                            | 5,0                            | 4,0                            | 7×5+              | 43,0        | 1558,1     | 5.         |
| Suzanne Morrow              | Női egyéni   | 7×7+              | 6.              | 6×8+              | 7.    | 6,0                            | 6,0                            | 6,0                            | 8,0                            | 8,0                            | 5,0                            | 5,0                            | 6,0                            | 6,0                            | 7×6+              | 56,0        | 1344,0     | 6.         |
| Marlene Smith               | Női egyéni   | 5×10+             | 11.             | 5×8+              | 9.    | 8,0                            | 8,0                            | 15,0                           | 15,0                           | 10,0                           | 7,0                            | 11,0                           | 9,0                            | 9,0                            | 5×9+              | 92,0        | 1289,6     | 9.         |
| Vera Smith                  | Női egyéni   | 6×13+             | 13.             | 8×15+             | 15.   | 13,0                           | 15,0                           | 12,0                           | 13,0                           | 13,0                           | 10,0                           | 14,0                           | 14,0                           | 13,0                           | 6×13+             | 117,0       | 1244,0     | 13.        |
| Frances Dafoe Norris Bowden | Páros        |                   |                 |                   |       | 3,0                            | 3,0                            | 5,0                            | 6,0                            | 6,0                            | 7,0                            | 7,0                            | 7,0                            | 4,0                            | 6×6+              | 48,0        | 94,4       | 5.         |

## Sífutás
Férfi
| Versenyző          | Versenyszám | Eredmény | Helyezés |
| ------------------ | ----------- | -------- | -------- |
| Jacques Carbonneau | 18 km       | 1:17:37  | 70.      |
| Claude Richer      | 18 km       | 1:13:17  | 52.      |

## Síugrás
| Versenyző        | 1. ugrás | 1. ugrás | 1. ugrás | 2. ugrás | 2. ugrás | 2. ugrás | Összesítés | Összesítés |
| Versenyző        | Távolság | Pont     | Hely.    | Távolság | Pont     | Hely.    | Pont       | Helyezés   |
| ---------------- | -------- | -------- | -------- | -------- | -------- | -------- | ---------- | ---------- |
| Lucien Laferté   | 61,0     | 64,5~    | 42.      | 59,5     | 98,0     | 21.*     | 162,5      | 41.        |
| Jacques Charland | 62,5     | 95,5     | 28.*     | 61,0     | 94,5     | 25.*     | 190,0      | 25.        |

* - egy másik versenyzővel azonos eredményt ért el

~ - az ugrás során elesett